# Inna historia
Inna historia - singel grupy Goya wydany w 2013 roku, zapowiadający album Widoki. Piosenka znalazła się też na składance przebojów weselnych "Nasz wielki dzień, vol. 2" (CD nr 1, utwór 12.). Premiera radiowa singla odbyła się 29 kwietnia 2013. Singiel zajmował 5-krotnie pierwsze miejsce na Szczecińskiej Liście Przebojów.

## Notowania
| Lista                          | Pozycja |
| ------------------------------ | ------- |
| Szczecińska Lista Przebojów    | 1       |
| Extralista RDC                 | 21      |
| Hitplaneta - Muzyczne Radio    | 1       |
| Lista Przebojów RDN Małopolska | 7       |
| TOP-15 - Wietrzne Radio        | 12      |